# 혈관형성이상
혈관형성이상(血管形成異常, angiodysplasia)은 소화기 내의 소혈관 이상을 가리키는 질환이다. 혈관이형성증(血管異形成症), 소혈관 이상이라고도 한다. 뭔가 설명되지 않는 위장출혈과 빈혈의 흔한 병인이다. 병변은 종종 여러 개이며 맹장이나 상행결장을 주로 수반하지만 다른 부위에서 발생할 수 있다. 치료는 대장내시경의 개입, 혈관조영검사 및 혈관색전술, 약물, 가끔은 수술을 통해 수행된다.

## 증상
일부 사례에서 흑변을 보이지만, 빈혈 증세가 지배적인 경우 실혈(혈액 소실)은 감지하기 어려울 수 있다. 출혈이 있으면 분변 잠혈 검사는 양성을 보인다. 출혈이 간헐적이면 해당 검사는 종종 음성을 보인다.

## 진단
혈관형성이상의 진단은 종종 내시경(대장내시경 또는 위내시경)을 통해 수행된다.

## 병리생리학
조직학적으로 모세혈관확장증과 비슷하며 발달은 창자벽의 나이와 연령과 긴장도와 관련이 된다.

## 치료
빈혈이 심각하다면 최우선적으로 수혈이 필요하다. 내시경 치료를 초기에 단행할 수 있으며 여기에서 소작기 / 아르곤 플라스마 응고법(APC) 치료가 내시경을 통해 적용된다.